# Rudolfina
Rudolfina är ett ovanligt kvinnonamn. Namnet är en feminin form av mansnamnet Rudolf som är av forntyskt ursprung. Det är bildat ur ord med betydelserna ära, beröm och varg. Den feminina formen, Rudolfina, är betydligt mindre vanlig än mansnamnet.
Den 31 december 2010 fanns 6 kvinnor registrerade i Sverige med förnamnet Rudolfina. Endast en kvinna hade det som tilltalsnamn.